# ألسكندر ديميدكو
ألسكندر ديميدكو (بالروسية: Александр Александрович Димидко)‏ (20 يناير 1986 بخاباروفسك في روسيا - ) هو لاعب كرة قدم روسي (وحمل سابقاً جنسية الاتحاد السوفيتي) في مركزي الوسط والدفاع. لعب مع أرسنال تولا وتوم تومسك ودينامو موسكو ودينامو بريانسك ونادي موردوفيا سارانسك ونادي سكا خاباروفسك.

## وصلات خارجية
- ألسكندر ديميدكو على موقع قاعدة بيانات كرة القدم.إي يو (الإنجليزية)
- ألسكندر ديميدكو على موقع Soccerway.com (الإنجليزية)